# Jakkrit Panichpatikum
Jakkrit Panichpatikum, né le 31 janvier 1973 à Bangkok et mort le 19 octobre 2013 dans la même ville, est un tireur sportif au pistolet de nationalité thaïlandaise.

## Son palmarès
Il se classa neuvième lors des Jeux olympiques de Pékin 2008 en pistolet libre 50 m, et septième dans la catégorie 10 m pistolet à air comprimé.

## Décès
Jakkrit Panichpatikum a été tué le 19 octobre 2013 alors qu'il circulait dans sa voiture, par un homme à moto ayant fait feu sur lui.